# Tiffany Brown
Tiffany Monique Brown, född 26 augusti 1986 i Waxhaw utanför Charlotte, North Carolina (USA), är en amerikansk basketspelare (point guard) i svenska A3 Basket, Umeå. Hon är 166 cm lång och blev utsedd till Årets guard i Damligan 2015/2016.

## Biografi
Brown gick ut Parkwood High i Monroe 2004, och studerade sedan straffrätt vid Georgia Southern University, Statesboro (Georgia), där hon också spelade basket i NCAA för skolans lag Georgia Southern Eagles (Lady Eagles) 2005-08.
Efter examen 2009 blev hon semi-professionell och senare professionell basketspelare i USA, Rumänien, Polen, Slovakien och Sverige (Sallén Basket 2015/16, A3 Basket, 2017-). 
Säsongen 2016/17 spelade Brown i Piešťanské Čajky (i slovakiska Piešťany) som gick till final i Slovakien det året. 
Säsongen 2018/2019 toppade Brown assist-listan i Damligan med ett snitt på 7,1 assist per match "(assists per game", apg).
Samma säsong, 2018/2019, utsågs hon till Årets artist i SBL med motiveringen "Årets artist ser passningar där ingen annan gör det. Med sin snabbhet och teknik bjuder hon på stor show när hon är som bäst. Hon toppar assistligan överlägset i SBL dam med drygt 7 assist per match och de kommer på alla möjliga sätt. Utöver detta kan hon explodera poängmässigt också."

## Lag
- 2022-: Uppsala Basket, Sverige
- 2017-21: Udominate/A3 Basket, Sverige
- 2016/17: Piešťanské Čajky, Slovakien
- 2015/16: Sallén Basket, Sverige
- 2014/15: Arka Gdynia, Polen
- 2013/14: CSU Alba Iulia, Rumänien
- 2011/12, 2012/13: BCM Danzio Bega Timișoara, Rumänien[7]
- 2010/11: RDU Sting, USA, WBCBL (Women's Blue Chip Basketball League)
- 2009/10: CSM U Oradea[8] / BC ICIM Arad, Rumänien
- 2008/09: CSM U Oradea / BC ICIM Arad, Rumänien
- 2005-08: Georgia Southern Eagles, NCAA
- 2000-04: Parkwood High Rebels

## Meriter
- 2007, 2008: All-Southern Conf. 2nd Team[9]
- 2007: Southern Con. All-Tournament 1st Team
- 2007: Southern Conf. Tournament, semifinal
- 2010, 2012: Romanian League All-Star Game
- 2013: Eurobasket All-Romanian League 2nd Team
- 2013: Eurobasket Romanian League All-Defensive Team
- 2014: CEWL (Central Europe Women League), mästare
- 2014: Romanian League, semifinal
- 2014: Romanian League, "Regular Season Runner-Up"
- 2015/2016: Årets guard i Damligan (Sverige)
- 2017: CEWL (Central Europe Women League), mästare[10]
- 2017: Final, Slovakiska mästerskapen
- 2019: Svenska mästare (A3 Basket).